# Cabezamesada
Cabezamesada é um município da Espanha na província de Toledo, comunidade autónoma de Castilla-La Mancha, de área 60 km² com população de 469 habitantes (2007) e densidade populacional de 7,82 hab./km².

## Demografia
| Variação demográfica do município entre 1991 e 2004 | Variação demográfica do município entre 1991 e 2004 | Variação demográfica do município entre 1991 e 2004 | Variação demográfica do município entre 1991 e 2004 |
| --------------------------------------------------- | --------------------------------------------------- | --------------------------------------------------- | --------------------------------------------------- |
| 1991                                                | 1996                                                | 2001                                                | 2004                                                |
| 581                                                 | 527                                                 | 459                                                 | 489                                                 |